# Stichopogon bancrofti
Stichopogon bancrofti är en tvåvingeart som beskrevs av Hardy 1934. Stichopogon bancrofti ingår i släktet Stichopogon och familjen rovflugor. Inga underarter finns listade i Catalogue of Life.